# Friedrich Niemeyer (Politiker)
Richard Joseph Friedrich „Fritz“ Niemeyer (* 9. Oktober 1883 in Dortmund; † 12. Juli 1958 in Bad Orb) war ein deutscher Politiker (Zentrum, NSDAP, parteilos). Von 1932 bis 1939 war er Oberbürgermeister der Stadt Recklinghausen, von 1945 bis 1946 Landrat des Kreises Recklinghausen und im Anschluss bis 1949 dort Oberkreisdirektor.

## Leben
1902 legte Niemeyer das Abitur am Humanistischen Gymnasium Dortmund ab. 1904 trat er der Deutschen Zentrumspartei bei. Niemeyer studierte Rechtswissenschaften und legte in diesem Fach die zweite Staatsprüfung ab. Er war Mitglied der katholischen Studentenverbindungen AV Rheno-Guestfalia Kiel und AV Cheruscia Münster im CV.  Ab 1910 war er, unterbrochen von einem Militärdienst zwischen 1916 und 1917, als Rechtsanwalt in Gelsenkirchen tätig. Später arbeitete er als Geschäftsführer für die Rheinisch-Westfälische Städtevereinigung sowie als Jurist für die Stadt Gelsenkirchen. 1920 wurde er zweiter Bürgermeister der Stadt Recklinghausen. Ab März 1923, zur Zeit der Ruhrbesetzung, wurde er für mehrere Monate in französischen Militärgefängnissen in Recklinghausen und Zweibrücken interniert, bis er im Dezember 1923 sein Amt wieder aufnehmen konnte. Am 16. März 1932 wurde er Oberbürgermeister der Stadt Recklinghausen. Im gleichen Jahr trat er aus der Zentrumspartei aus und zum 1. Mai 1933 in die NSDAP ein (Mitgliedsnummer 2.484.694). Im Dezember 1938 wurde er durch die NSDAP als Oberbürgermeister zunächst beurlaubt, im Oktober 1939 trat er dann aus politischen Gründen vom Amt des Oberbürgermeisters ab und zog sich ins Privatleben zurück. Am 5. Mai 1945 wurde Niemeyer durch die  britische Militärregierung im Einvernehmen mit dem Regierungspräsidenten von Münster zum Landrat des Kreises Recklinghausen ernannt. Damit war er der erste Landrat des Kreises nach dem Zweiten Weltkrieg sowie der letzte hauptamtliche Landrat bis zur Reform des Amtes im Jahr 1999. Mit der Wahl seines ehrenamtlichen Nachfolgers Anton Hoppe, der durch einen von der Militärregierung eingesetzten Kreistag gewählt wurde, endete sein Amt im April 1946. Niemeyer war fortan bis zu seinem Eintritt in den Ruhestand im November 1949 als Oberkreisdirektor des Kreises Recklinghausen tätig. Ab 1950 war er im Rang eines Direktors in der Haushaltsabteilung für das Bistum Münster tätig.
Niemeyer, welcher der römisch-katholischen Kirche angehörte, starb am 12. Juli 1958 in Bad Orb.

## Ehrungen
Posthum wurde Niemeyer durch Papst Pius XII zum Ritter des Ordens des heiligen Papstes Silvester ernannt. Hierbei handelt es sich um den fünfthöchsten Orden für Verdienste um die römisch-katholische Kirche.